# 미국 우정청장
미국 우정청장(United States Postmaster General, PMG)은 미국 우정청(USPS)의 최고경영자이다. PMG는 기관의 일상적인 운영을 관리하고 지시하는 일을 담당한다.
PMG는 대통령이 임명하는 USPS 이사회에서 선정 및 임명된다. 그런 다음 우체국장도 이사회에 앉는다. PMG는 대통령의 뜻에 따라 직무를 수행하지 않으며 이사회에 의해서만 해임될 수 있다. 우체국장 임명에는 상원의 인준이 필요하지 않다. 총재와 체신관장은 체신부총장을 선출한다.
현재 우정청장은 2020년 6월 16일에 임명된 루이스 디조이이다.